# Bhopal
Bhopal (in urdu بھوپال, in hindi भोपाल, in marathi भोपाळ) è una suddivisione dell'India, classificata come municipal corporation, centrale di 1.798.218 abitanti, capoluogo del distretto di Bhopal e della divisione di Bhopal, nello stato federato del Madhya Pradesh. In base al numero di abitanti la città rientra nella classe I (da 100.000 persone in su). Bhopal è conosciuta anche con il soprannome di Città dei 7 laghi.

## Geografia fisica

### Territorio
La città è situata a 23° 16' 0 N e 77° 24' 0 E e ha un'altitudine di 498 m s.l.m., in un'area collinosa (l'altopiano Malwa), che sale verso i monti Vindhya a sud. A ovest si trovano i due laghi Bhoj, laghi artificiali di antica data (dell'XI e del XVIII secolo) appartenenti al bacino del fiume Yamuna, affluente del Gange. Nel subcontinente indiano, la collocazione di Bhopal è molto favorevole: posizione centrale, comunicazioni agevoli per strada e ferrovia, un aeroporto moderno, risorse abbondanti di elettricità e di acqua, nonché di mano d'opera.

### Clima
Il clima di Bhopal è temperato caldo, con estati calde e inverni freschi. Esiste una ben definita stagione delle piogge, ma la piovosità non è particolarmente elevata. Il clima estivo è piuttosto secco a differenza di quello invernale che presenta un'elevata umidità.

## Storia

### Periodo precoloniale
La fondazione di Bhopal viene attribuita al re di Parmara, Bhoj (1000-1055), e il suo nome era originariamente Bhojpal, dal nome di quel sovrano e dalla parola indiana pal, diga. Infatti, il re creò un lago artificiale sbarrando con una diga di terra il corso del fiume Kolans, e nei pressi fondò la città. Nel Seicento la città faceva parte dell'impero Moghul, che si estendeva a gran parte dell'India ed era guidato da una classe dirigente di religione islamica, ma di idee moderate e tolleranti.
Già ai primi del Settecento la città si era arricchita di magnifici palazzi, moschee, e altre bellezze architettoniche. Nel 1724 divenne il cuore di uno regno musulmano creato dal generale (sardar) afgano Dost Mohammed Khan approfittando dell'indebolimento dell'Impero Moghul. Per diversi anni il regno fu indipendente dall'Impero solo di fatto, ma non formalmente. La capitale, inizialmente posta in una cittadina minore, fu trasferita a Bhopal qualche anno dopo.

### Periodo coloniale e post-coloniale
Nel 1818 il regno di Bhopal divenne un principato nell'ambito dell'India britannica, e si distinse per la ricca cultura musulmana, le tradizioni di tolleranza, le istituzioni progressiste. Tutto questo avvenne in particolare grazie al governo di quattro sovrane musulmane (Begum, 1819-1926), le quali, proponendosi di educare il popolo, avevano imposto l'istruzione primaria gratuita per tutti e favorito l'emancipazione delle donne. Letteratura, poesia, pittura e musica erano le più importanti forme d'aggregazione della popolazione.
Dopo l'indipendenza dell'India, lo stato di Bhopal divenne uno degli stati della federazione. Nel 1956, nel quadro di una riorganizzazione generale della federazione, lo stato fu sostituito dal nuovo, più vasto stato del Madhya Pradesh, di cui Bhopal è capitale.

### L'incidente del 1984
Il 2 dicembre 1984 avvenne a Bhopal un terribile incidente industriale, che provocò diverse migliaia di morti. Da una fabbrica di fitofarmaci di proprietà della multinazionale statunitense Union Carbide si sviluppò una nube di isocianato di metile, che si espanse su una zona densamente popolata. I morti sul momento furono circa 5000, ma il bilancio sale oltre i 15000 se si contano coloro che morirono nel periodo seguente per le conseguenze dell'intossicazione. Contando anche i sopravvissuti, sia con danni permanenti che con lesioni solo temporanee, il numero di intossicati sarebbe compreso, secondo le varie fonti, tra 150.000 e oltre 600.000.
La società responsabile del disastro era all'epoca una filiale del gruppo Union Carbide; in seguito Union Carbide vendette la filiale ad una società indiana, e successivamente la Union Carbide stessa fu rilevata dalla Dow Chemical, società americana tra i maggiori produttori del settore chimico.

## Società

### Evoluzione demografica
Al censimento del 2001 la popolazione di Bhopal assommava a 1.433.875 persone, delle quali 755.685 maschi e 678.190 femmine. I bambini di età inferiore o uguale ai sei anni assommavano a 203.348, dei quali 105.034 maschi e 98.314 femmine. Infine, coloro che erano in grado di saper almeno leggere e scrivere erano 985.956, dei quali 559.245 maschi e 426.711 femmine.

### Lingua
Le lingue più diffuse sono l'urdu (che era anche la lingua della classe dirigente dello stato di Bhopal), l'hindi e anche l'inglese. Una minoranza significativa parla marathi.

### Religione
La religione più diffusa a Bhopal è tradizionalmente l'Islam, ma esistono oggi significative presenze di altre religioni, in particolare l'induismo.

## Povertà
I bambini dei marciapiedi, per la maggior parte senza parenti, hanno un'età compresa fra i cinque e i diciotto anni. Soffrono di denutrizione, di gravi malattie della pelle e di pesanti problemi psicologici. Tra di loro ci sono bambini con problemi di tossicodipendenza, costretti a prostituirsi.

## Economia
Bhopal, oltre alla sua grande cultura, era una cittadina ricca di piccoli artigiani, famosi in tutta la regione per le loro lavorazioni. Quasi tutti si trovavano nella zona nord della città, la più povera, ma ciò non spaventava i clienti, soprattutto ricche signore della "Bhopal bene". Ancora oggi, l'oreficeria è una delle attività economiche importanti di Bhopal. Accanto a questa tradizione artigianale, si è sviluppata un'attività industriale favorita dalla collocazione geografica della città.